# Madame Web (film)
Madame Web is een Amerikaanse superheldenfilm uit 2024, geregisseerd door S.J. Clarkson, geproduceerd door Columbia Pictures en Di Bonaventura Pictures en gedistribueerd door Sony Pictures Releasing.
De film is gebaseerd op het gelijknamige karakter uit de Marvel Comics en de vierde film in het Sony's Spider-Man Universe.

## Verhaal
Cassandra Web is een hulpverlener die ontdekt dat ze de toekomst kan zien. Zo kan ze drie vrouwen redden die zouden vermoord worden. Samen gaan ze op onderzoek uit naar de moordenaar en de reden waarom.

## Rolverdeling
| Acteur            | Personage                      |
| ----------------- | ------------------------------ |
| Dakota Johnson    | Cassandra Webb / Madame Web    |
| Sydney Sweeney    | Julia Carpenter / Spider-Woman |
| Celeste O'Connor  | Mattie Franklin / Spider-Woman |
| Isabela Merced    | Anya Corazon / Araña           |
| Tahar Rahim       | Ezekiel Sims                   |
| Adam Scott        | Ben Parker                     |
| Emma Roberts      | Mary Parker                    |
| Mike Epps         | O'Neil                         |
| Zosia Mamet       | Amaria                         |
| Kerry Bishé       | Constance Webb                 |
| José María Yazpik | Santiago                       |

## Productie
Na hun werk aan de op Marvel Comics gebaseerde film Morbius uit 2022, onderdeel van Sony's Spider-Man Universe (SSU), huurde Sony Pictures in september 2019 Matt Sazama en Burk Sharpless in om een script te schrijven rond het Marvel-personage Madame Web. In mei 2020 werd S.J. Clarkson ingehuurd om Sony's eerste op vrouwen gerichte Marvel-film te ontwikkelen en te regisseren. De studio wilde een prominente actrice zoals Charlize Theron of Amy Adams aan het project koppelen. Na een ontmoeting met verschillende "A-listers" voor de titelrol, verkleinde Sony hun shortlist in december 2021 en januari 2022. Dakota Johnson was eind 2021 in gesprek om begin februari de hoofdrol te spelen als Madame Web. Er werd bevestigd dat Clarkson Madame Web zou regisseren. In maart 2022 werd Sydney Sweeney samen met Johnson in de film gecast. Justin Kroll van Deadline Hollywood beschreef het project als "Sony's versie van Doctor Strange" vanwege de stripboekcapaciteiten van Madame Web, hoewel hij opmerkte dat de film zou kunnen afwijken van het bronmateriaal, aangezien de stripversie van Madame Web een oudere vrouw is. genaamd Cassandra Webb, verbonden met een levensondersteunend systeem dat op een spinnenweb lijkt. Een maand later gaf Sony Madame Web een releasedatum van 7 juli 2023 en bevestigde dat Johnson en Sydney Sweeney in de film zouden spelen.
In mei 2022 verklaarde Tom Rothman, CEO en voorzitter van Sony Pictures, dat het filmen in de lente zou beginnen, en Celeste O'Connor werd gecast voor de film. In juni voegden Isabela Merced, Tahar Rahim en Emma Roberts zich ook bij de cast. Tegen die tijd zouden de opnames 11 juli 2022 in Boston beginnen. De release van de film werd verschoven naar 6 oktober 2023.
Eind juli werd er gefilmd in Allston. Zosia Mamet voegde zich in augustus 2022 bij de cast. Het filmen vond die maand plaats in Chelsea (Massachusetts). Er werd half september gefilmd in Worcester (Massachusetts). Op dat moment werd de release verder uitgesteld tot 16 februari 2024. Er zou ook worden gefilmd in andere gebieden aan de zuidkust van Massachusetts, waaronder een voormalige hangar van het Naval Air Station South Weymouth. De filmopnames in Massachusetts duurden drie maanden, tot september 2022. De productie verhuisde vervolgens op 11 oktober naar New York, waar gefilmd werd in het Grand Central Station. Sweeney werkte aan de film in Boston gedurende vijf maanden en de opnames waren voor het einde van het jaar voltooid en er werd bevestigd dat ze medio januari 2023 waren afgerond. Op 15 november 2023 verscheen de eerste trailer.

## Release en ontvangst
Madame Web ging op 12 februari 2024 in première in het Regency Village Theatre in Westwood (Los Angeles) en kwam vanaf 14 februari in de Amerikaanse bioscopen. De film kreeg overwegend negatieve kritieken van de filmcritici, met een score van 17% op Rotten Tomatoes, gebaseerd op 96 beoordelingen.